# Warkult
Warkult är det amerikanska death metal-bandet Malevolent Creation nionde fullängdsalbum, utgivet den 27 juli, 2004 av Nuclear Blast.
Albumet är inspelat i Liquid Ghost Recording Studio, Boca Raton, Florida USA av Phil Plaskon.

## Låtförteckning
1. "Dead March" – 2:48
2. "Preemptive Strike" – 4:07
3. "Supremacy Through Annihilation" – 3:34
4. "Murder Reigns" – 2:54
5. "Captured" – 3:45
6. "Merciless" – 2:34
7. "Section 8" – 5:21
8. "On Grounds of Battle" – 4:17
9. "Tyranic Oppression" – 4:25
10. "Ravaged by Conflict" – 2:10
11. "Shock and Awe" – 4:25
12. "Jack The Ripper" (Hobbs' Angel of Death-cover) – 3:19

## Medverkande
Musiker (Malevolent Creation-medlemmar)
- Phil Fasciana – gitarr
- Kyle Symons – sång
- Rob Barrett – gitarr
- Gordon Simms – basgitarr
- Dave Culross – trummor

Produktion
- Jean-Francois Dagenais – producent, mixning
- Malevolent Creation – producent
- Phil Plaskon – ljudtekniker
- Mircea Gabriel Eftemie – omslagsdesign (Mnemic)